# Kjerringnes
Kjerringnes est une localité du comté de Nordland, en Norvège.

## Géographie
Administrativement, Kjerringnes fait partie de la kommune de Sortland.